# Stutzberg

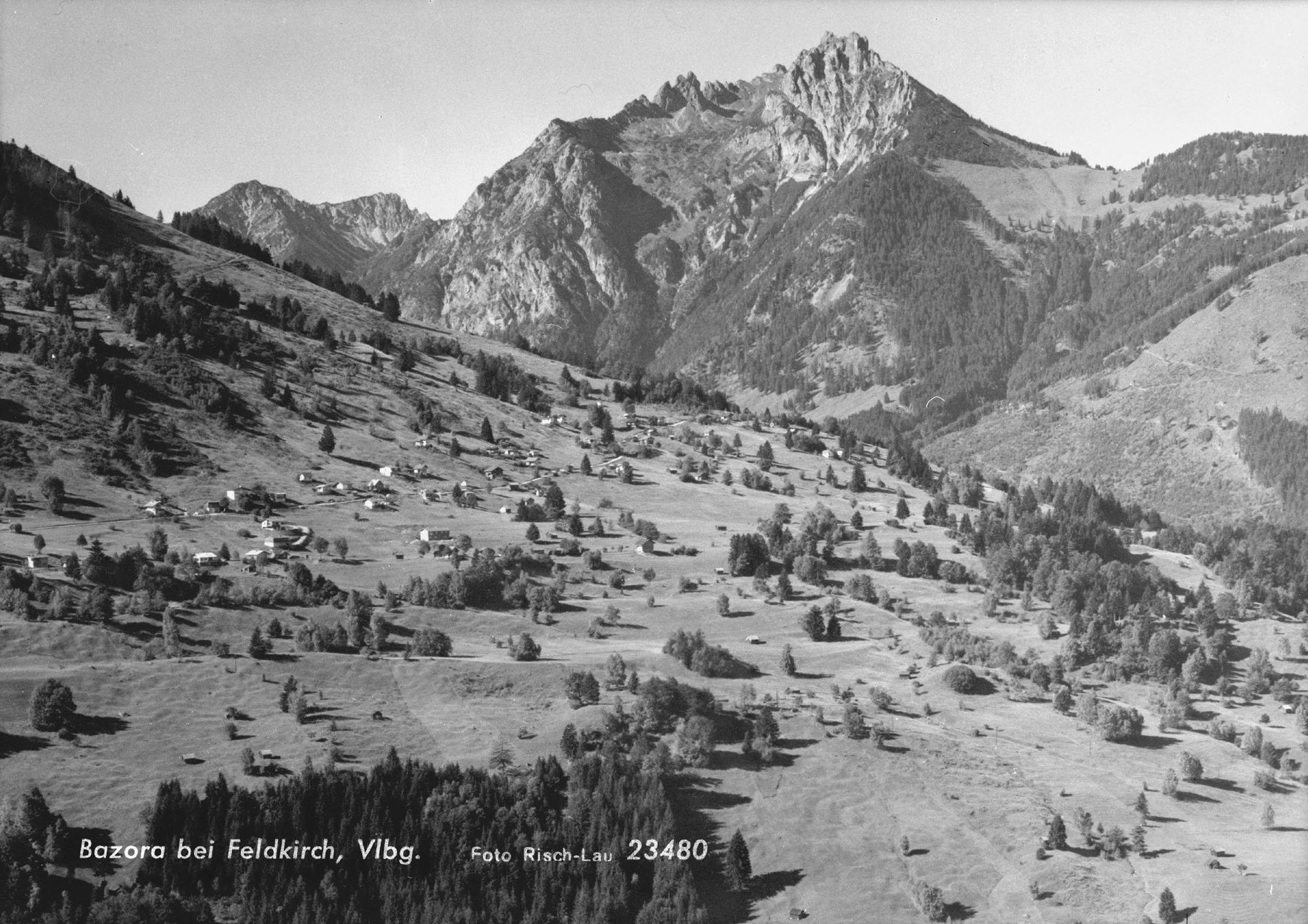
Bazora und rechts das Flurstück Stutzberg. Im Hintergrund das Saminatal und dominierend dahinter die Drei Schwestern. Aufnahme 1966, das Gebiet ist heute noch stärker bewaldet.

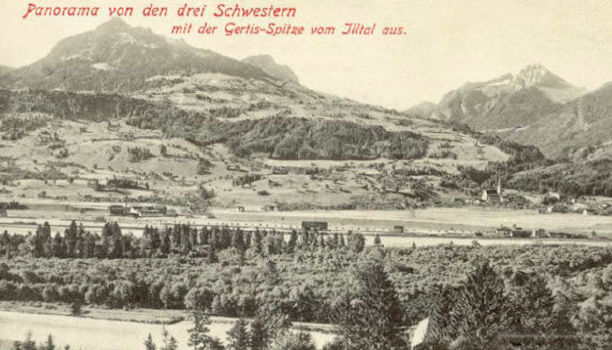
Der Auwald bei Frastanz, die Gemeinde Frastanz und dahinter Stutz, Stutzberg, Bazora und die Gurtisspitze. In Hintergrund links der Bildmitte schaut der Goppaschrofen hervor. Rechts das Saminatal und die Drei Schwestern. Aufnahme um 1907 entstanden

Stutzberg ist ein Flurstück, welches zwischen der Rotte Stutz und Bazora in der Marktgemeinde Frastanz in Vorarlberg (Österreich) auf etwa 970 m ü. A. liegt. Das Gebiet ist für seinen Artenreichtum an Tieren und Pflanzen, insbesondere Pilzen, bekannt.

## Name
Stutzberg ist ein zusammengesetzter Name, der Begriff kommt in Vorarlberg in dieser Kombination nur in Frastanz vor, obwohl der Name Stutz in Vorarlberg in vielfältiger Kombination vorkommt (Stutzalp, Stutzboda, Stutzbühl, Stutzhalde, Stutzwald etc.). Unter Stutz wird etwas abgekürztes verstanden (siehe z. B.: Stutzen (Waffe)). Stutzberg ist daher im Sinne „kleiner Berg“ zu verstehen.

## Schutz
Durch die Verordnung über den Schutz wild wachsender Pflanzen im Bereiche der Bazora wurde die Flora am Stutzberg erstmals geschützt. Heute sind Flora und Fauna durch die Vorarlberger Naturschutzverordnung geschützt. Zudem wurde die Magerwiesenlandschaft zwischen Frastafeders (Frastanz) und Bazora, somit auch Stutz und Stutzberg, in das Biotopinventar des Landes Vorarlberg aufgenommen. Aus der Biotopkarte des Walgaus ist ersichtlich, dass sich in den Hanglagen über Frastanz und Nenzing ein einzigartiges Mosaik von Feucht- und Trockenwiesen ausbreitet.

## Topografie
Die Bezeichnung Stutzberg hat sich vermutlich ursprünglich auf einen anderen Ort unterhalb der Gurtisspitze (1778 m ü. A.) bezogen und wurde durch die Verwendung des Begriffs Bazora als Übername auf ein kleineres Gebiet reduziert. Der Untergrund zwischen Bazora und Stutz besteht aus Moränenmaterial. Es finden sich hier mehrere kleine eisenhaltige Quellen. Das Eisenhydroxid erscheint als buntschimmernder Film über stehendem
Wasser oder ist als »Rostflecken« (Vergleyung) am Boden sichtbar. Der Eisengehalt stammt aus dem lehm- und tonhaltigen Moränenmaterial aus der Silvretta.

## Flora und Fauna
Der Stutzberg bildete zusammen mit Stutz und Bazora eine große zusammenhängende Magerwiesenlandschaft. Im Laufe der letzten 70 Jahre jedoch sind eine Vielzahl der Wiesen verschwunden und nun bewaldet. Heute besteht hier ein Wechsel zwischen gehölzdurchsetzten Magerwiesen, Riedern und Waldbeständen.
Aufgrund von Untersuchungen konnte festgestellt werden, dass sich im Stutz-, Stutzberg- und Bazoragebiet
- 481 verschiedene Gefäßpflanzen (Blumen, Sträucher, Bäume), darunter z. B. der europaweit geschützte Glanzstendel und die Sumpfgladiole. Wiederentdeckt für Vorarlberg wurde hier auch der Deutsche Ziest,
- 737 Pilzarten, davon 156 essbare, wie z. B. 25 verschiedenen Saftlinge, der Violettmilchende Becherling und der vom Aussterben bedrohte Silber-Röhrling,
- 56 Schnecken wie z. B. die Vierzähnige Windelschnecke,
- 235 Spinnen und 19 Weberknechte. zwei Kugelspinnenarten aus der Verwandtschaft der Falschen Witwe wurden nachgewiesen. Das Vorkommen einer Wolfsspinne war ein Neufund für Vorarlberg,
- 6 Libellen, wie z. B. die Gestreifte Quelljungfer,
- 21 Heuschrecken, wie z. B. der Buntbäuchige Grashüpfer oder die Laubholz-Säbelschrecke,
- 136 Wanzen,
- 60 Laufkäfer,
- 34 verschiedene Ameisen,
- 103 Wildbienen und damit fast 30 % der Vorarlberger Wildbienenfauna. Beispiel: Knautien-Sandbiene, die Große Scherenbiene oder die Schimmernde Mauerbiene,
- 730 Schmetterlinge,
- 57 Vogelarten,
- 8 Vertreter der Amphibien- und Reptilienfauna,

befinden.

## Sport
Über die Bazora führt eine Skiabfahrt ins Tal bis nach Frastanz. Durch diese Offenhaltung der Skiabfahrt wurde ein durchgehendes grünes Band nach Frastanz erhalten, während ansonsten das Gebiet stark verwaldete bzw. aufgeforstet wurde.